# Soľník, Stropkov
Soľník este o comună slovacă, aflată în districtul Stropkov din regiunea Prešov. Localitatea se află la altitudinea de 288 m deasupra n.m., se întinde pe o suprafață de 4,39 km2 și în 2017 număra 32 de locuitori.

## Istoric
Localitatea Soľník este atestată documentar din 1454.

## Demografie
| An:                | 1994 | 2004    | 2014    | 2024 |
| ------------------ | ---- | ------- | ------- | ---- |
| Număr de persoane: | 71   | 43      | 33      | 33   |
| Diferență:         |      | −39,43% | −23,25% | +0%  |

| An:                | 2023 | 2024 |
| ------------------ | ---- | ---- |
| Număr de persoane: | 33   | 33   |
| Diferență:         |      | +0%  |